# 福建鰁
福建鰁（学名：Sarcocheilichthys sinensis fukiensis）为輻鰭魚綱鯉形目鲤科的其中一種，分布於亞洲中國福建省，體長可達13.1公分。
其种加词“sinensis”意为“中华的”。